# 샤를 드 기즈 공작

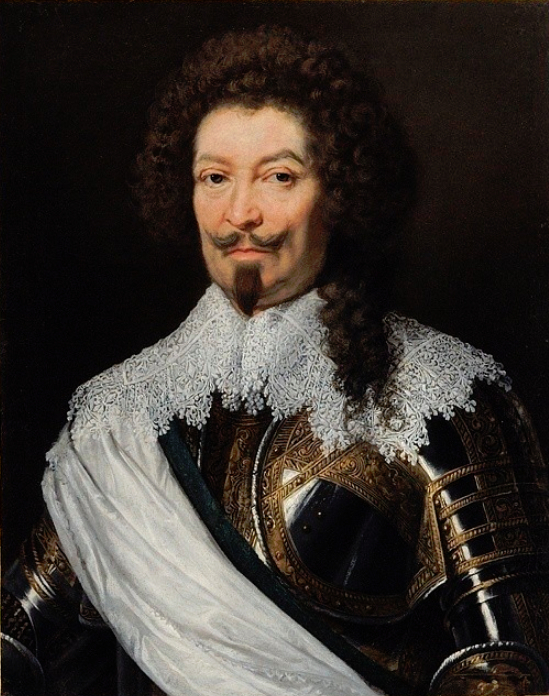
샤를 드 기즈

샤를 드 기즈(Charles de Guise)는 프랑스의 귀족이다. 앙리 1세 드 기즈 공작과 카트린 드 클레브의 장남이다. 처음에는 가톨릭 동맹에 속해 있던 그는 국왕 앙리 4세를 지지하겠다고 맹세했고, 후에 국왕 루이 13세에 의해 레반트 제독으로 임명되었다. 아르망 장 뒤 플레시 드 리슐리외에 맞서 루이 13세의 모후 마리 드 메디시스의 편에 섰던 그는 가족과 함께 이탈리아로 도망갔고 1640년 그곳에서 사망했다.